# Galagete pecki
Galagete pecki is een vlinder uit de familie van de dominomotten (Autostichidae). De wetenschappelijke naam van de soort is voor het eerst geldig gepubliceerd in 2002 door Bernard Landry. De soort is endemisch op de Galapagoseilanden.
Er worden twee ondersoorten onderscheiden:
- Galagete pecki pecki Landry, 2002
- Galagete pecki flavofasciata Schmitz & Landry, 2005